# Katie Bouman
Katherine Louise Bouman (West Lafayette, 9 maggio 1989) è un'informatica statunitense.

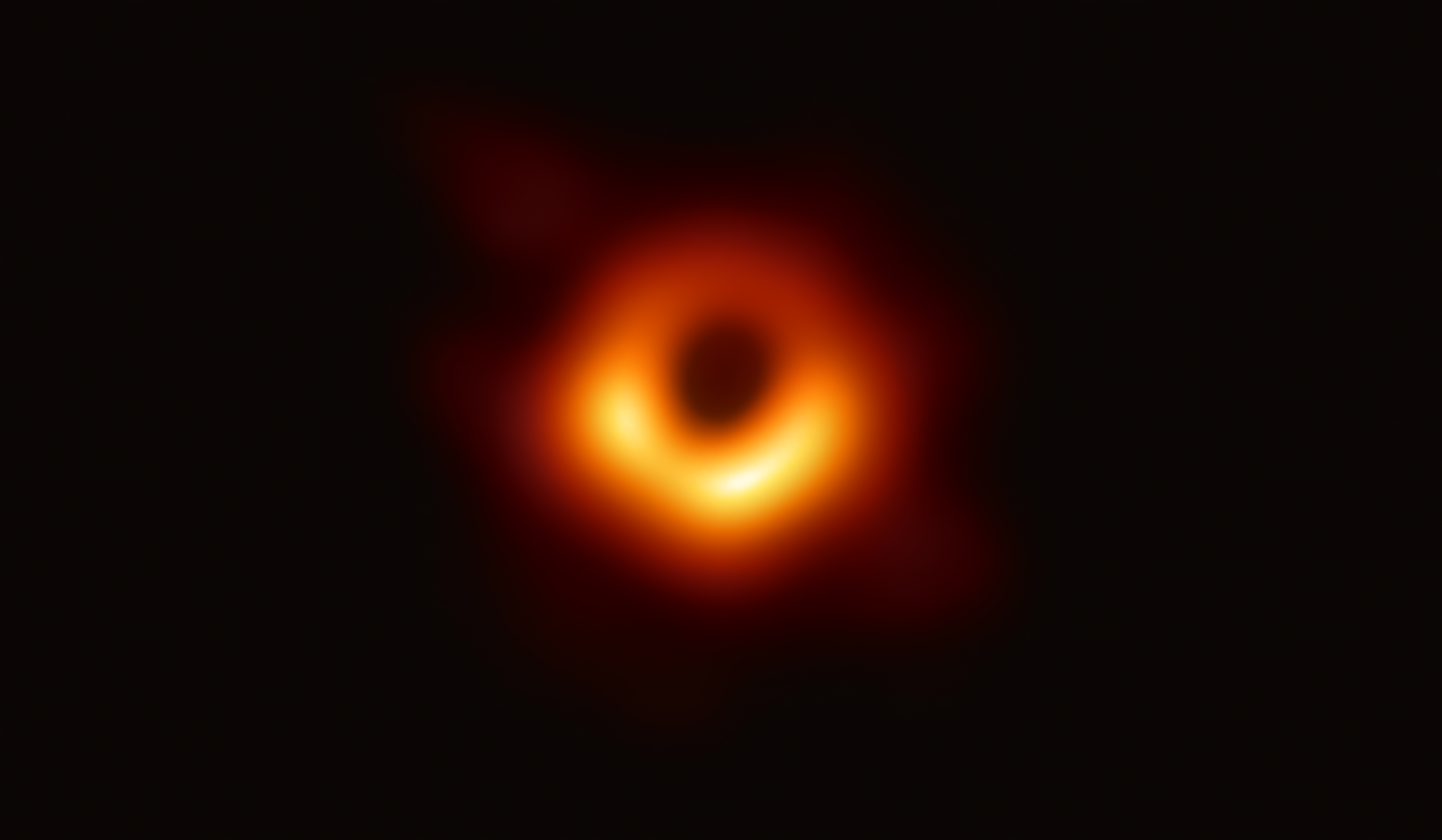
Il Buco nero supermassiccio nel nucleo della galassia ellittica Messier 87 nella costellazione della Vergine.
Si tratta della prima foto diretta di un buco nero, realizzata dal progetto internazionale Event Horizon Telescope, pubblicata il 10 aprile 2019.

È una professoressa associata al California Institute of Technology, specializzata nelle tecniche di trattamento delle immagini. È membro del team di ricercatori dell'Event Horizon Telescope, che è riuscito a realizzare la prima immagine di un buco nero supermassiccio.
Nello specifico, la Bouman ha partecipato allo sviluppo di un algoritmo chiamato Continuous High-resolution Image Reconstruction using Patch priors (CHIRP), che è stato uno dei due algoritmi utilizzati per validare la correttezza dell'immagine del buco nero al centro della Galassia Virgo A.

## Controversia dell'algoritmo
Nei giorni successivi al risultato raggiunto dal team di ricerca, la dottoressa Bouman è diventata celebre nella rete a seguito della pubblicazione di una foto, scattata da un collega, che la riprende all'apparire dell'immagine del buco nero. 
Tale foto personale è stata poi ripresa da vari articoli di varie testate online all'interno dei quali la dottoressa veniva celebrata come la responsabile dell'algoritmo, dando la forte impressione di averlo creato da sola o, perlomeno, di esserne la maggiore responsabile. La dottoressa Bouman non ha mai fornito dichiarazioni in tal senso, anzi affermando nella sua pagina Facebook come la creazione dell'algoritmo e la conseguente foto sia stata un prodotto del lavoro di gruppo.
A fronte di tali articoli, sono seguite varie critiche: sia strettamente oggettive e tese a far valere il lavoro della comunità scientifica internazionale come un articolo della testata Asahi esaltante il contributo fornito dal Giappone, sia più personali e dirette verso la Bouman: in particolare alcuni articoli si sono concentrati sulle fonti fornite dal team di ricerca relativamente alle partecipazioni al progetto riportando che la Bouman aveva 2410 contributi su un totale di oltre 900.000, circa lo 0,26%, e lamentando come il nome del maggior sviluppatore con oltre 850.000 contributi, Andrew Chael, fosse rimasto ignoto.